# Umanesimo secolare

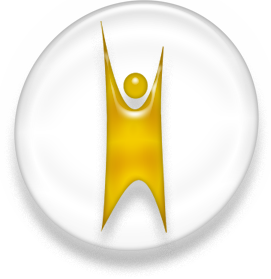
L'umano felice, uno dei simboli dell'umanismo secolare.

L'umanesimo secolare è una filosofia umanista che sostiene la ragione, l'etica e la giustizia e specificamente rifiuta il soprannaturale e spirituale come base per le decisioni e della riflessione morale. Come altri tipi di umanesimo, l'umanesimo secolare è una visione del mondo che si focalizza sul modo in cui gli esseri umani possono condurre vite buone, felici e funzionali. Nonostante postuli la capacità etica e morale dell'uomo, non lo considera intrinsecamente buono e neppure lo presenta come superiore o esterno alla natura. Enfatizza la sua responsabilità e le conseguenze etiche delle sue decisioni. Il concetto di umanesimo secolare è fondamentalmente legato all'idea che le ideologie - religiose o politiche - devono essere esaminate individualmente invece che basandosi sulla fede. Questo fa dell'umanesimo secolare una continua ricerca della verità basata soprattutto sulla scienza e la filosofia.
La locuzione "umanesimo secolare" fu coniata nel ventesimo secolo per porre una netta distinzione dall'umanesimo religioso. Un concetto correlato è l'umanesimo scientifico, che il biologo Edward O. Wilson afferma essere "l'unica visione del mondo compatibile con la crescente conoscenza da parte della scienza del mondo reale e delle leggi naturali".

## Principi
L'umanesimo secolare descrive la visione del mondo con i seguenti elementi e principi:
- Necessità di testare le credenze - Una convinzione che i dogmi, le ideologie e le tradizioni, siano esse religiose, politiche o sociali, sono da soppesare e testare da ogni individuo e non semplicemente accettati per fede.
- Ragione, evidenza, metodo scientifico - Un impegno a usare la ragione critica, l'evidenza fattuale e i metodi scientifici di indagine, piuttosto che la fede e il misticismo, nella ricerca delle soluzioni ai problemi umani e in risposta alle importanti questioni umane.
- Realizzazione, crescita, creatività - Un'attenzione prioritaria alla realizzazione, la crescita e la creatività sia per l'individuo che per il genere umano in generale.
- Ricerca della verità - Una costante ricerca della verità oggettiva, con la consapevolezza che le nuove conoscenze ed esperienze alterano costantemente la nostra imperfetta percezione di essa.
- Questa vita - L'attenzione per questa vita e l'impegno a renderla significativa attraverso una migliore conoscenza di se stessi, della storia, dei raggiungimenti intellettuali e artistici e delle prospettive di coloro che differiscono da noi.
- Etica - La ricerca di principi individuali, politici e sociali di condotta etica, giudicandoli per la loro abilità di migliorare l'essere umano e la responsabilità individuale.
- Costruire un mondo migliore - La convinzione che la ragione, lo scambio aperto di idee, la buona volontà e la tolleranza portino al progresso tramite la costruzione di un mondo migliore per noi stessi e i nostri figli.

Una dichiarazione umanista secolare fu redatta nel 1980 dal Consiglio per l'Umanesimo Democratico e Secolare (CODESH), ora Consiglio per l'Umanesimo Secolare (CSH). Delinea dieci ideali: libertà di ricerca, opposta alla censura e all'opposizione della fede; separazione di Stato e Chiesa; l'ideale di libertà dal controllo religioso e dal controllo sciovinista del governo; etica basata sull'intelligenza critica piuttosto che sulle credenze religiose; educazione morale; scetticismo religioso; ragione; convinzione che la scienza e la tecnologia sono i modi migliori per capire il mondo; evoluzione; educazione come metodo essenziale per costruire società umane, libere e democratiche.

## Storia
Il termine secolarismo è stato coniato nel 1851 da George Jacob Holyoake per descrivere "una forma di opinione che riguarda soltanto questioni testabili attraverso l'esperienza di questa vita". Una volta un convinto owenista, Holyoake venne fortemente influenzato da Auguste Comte, fondatore del positivismo e della sociologia moderna. Comte credeva che la storia umana progredisse secondo "la legge dei tre stadi": da 'teologico' a 'metafisico' fino ad arrivare ad una società pienamente razionale nello stadio 'positivista'. Più tardi Comte tentò di introdurre una 'religione dell'umanità' alla luce di crescenti sentimenti anti-religiosi e di malessere sociale nella Francia rivoluzionaria. Questa 'religione' avrebbe dovuto adempiere il ruolo funzionale, di coesione precedentemente adempiuto dalla religione sovrannaturale. Mentre il movimento religioso di Comte non ebbe successo, la filosofia positivista della scienza giocò un ruolo maggiore nella proliferazione di organizzazioni secolari nel secolo XIX.